# Nicolas Soukhanov
Nicolas Nikolaïevitch Soukhanov, né Nikolaï Nikolaïevitch Gimmer ou Nikolaï Nikolaïevitch Himmer, en russe Николай Николаевич Суханов, né le 27 novembre 1882 (9 décembre dans le calendrier grégorien) à Moscou, exécuté le 29 juin 1940, est un homme politique menchevik et un économiste russe puis soviétique.

## Un économiste spécialiste des questions agraires
Le père de Nikolaï Gimmer, descendant d'immigrants allemands du nom de Himmer, est un petit employé de chemin de fer déclassé, qui abandonne très tôt le foyer familial, laissant sa femme, Ekaterina Pavlovna Simon, fille d’un officier de petite noblesse, s’occuper seule de son fils. En 1896, épisode étonnant qui défraya la chronique en Russie au point d'intéresser Léon Tolstoï, la mère du jeune Gimmer est emprisonnée pour bigamie, son remariage ayant eu lieu alors que son premier mari était encore vivant (alcoolique, il décède en 1903). Ce début de vie difficile oblige ainsi Nikolaï, à quatorze ans, à subvenir à ses besoins en se plaçant comme précepteur à Moscou.
Pendant ses études où il fait la preuve de ses capacités, il épargne sur ses maigres ressources pour s'offrir, en 1900 et 1901, des voyages au cœur de la Russie qui alimentent ses analyses économiques alors à peine esquissées. Son diplôme obtenu brillamment, il se rend à Paris en 1903. Il y fréquente des groupes d'émigrés et en premier lieu Julius Martov, dirigeant menchévique, qui lui fait une forte impression par l'étendue de ses connaissances et son sens de la dialectique. De retour au pays, il entreprend des études de philosophie et de philologie avant de rejoindre le parti socialiste-révolutionnaire, premier engagement politique qu'il délaissera ensuite pour rejoindre les menchéviques. En 1904, Gimmer est arrêté pour possession de littérature illégale et condamné à un an et demi d'emprisonnement. Détenu à la prison de Taganka (de) de Moscou, il met à profit cette période d’inactivité forcée, comme tous les futurs dirigeants révolutionnaires et en premier lieu Lénine, pour compléter son éducation politique.
Libéré au moment de la Révolution de 1905 à laquelle il prend part, il publie ensuite une série d'études économiques centrées sur l'agriculture. À cette époque, Nikolaï Gimmer s'intéresse beaucoup à la question de l’obchtchina, la commune agraire russe, qu'il défend à la fois contre les marxistes qui prônent sa destruction et les socialistes révolutionnaires, qui veulent réduire la paysannerie à ce seul horizon. Avec un évident décalage mais aussi une grande acuité, ce débat renvoie à la correspondance échangée, au début des années 1870, par Karl Marx et Véra Zassoulitch sur le rôle moteur de la commune dans le processus révolutionnaire à venir. Gimmer, qui a adopté le pseudonyme de Soukhanov en 1907, définit une voie médiane, prenant en compte la mécanisation agricole qui émerge à cette époque. Elle peut en effet, par la hausse de la productivité qu'elle permet, constituer une chance d'émancipation pour les paysans qui représentent alors, Soukhanov ne l'oublie pas, près de 95 pour cent de la population russe.
Soukhanov est arrêté une nouvelle fois en 1910, et condamné à trois années d'exil à Arkangelsk. Libéré en 1913, il retourne à Saint-Pétersbourg où, sous son vrai nom, il est employé dans un organisme rattaché au ministère de l'Agriculture pour être chargé de l'irrigation du Turkestan. À la même époque, il devient l'éditeur du nouveau journal Sovremennik (Le Contemporain), périodique politique et littéraire qui paraît dans la capitale depuis 1911. Directeur jusqu'en 1915, Soukhanov y côtoie de nombreux intellectuels, dont Lounatcharsky, Fiodor Dan, Martov, Plékhanov, autant d'auteurs de premier plan que Lénine, toujours méfiant envers les intellectuels éloignés de l'activisme politique, qualifie « d'amalgame de populisme et de marxisme ».
Au moment où éclate la Première Guerre mondiale, en 1914, Soukhanov, par ses travaux, bénéficie d’une certaine réputation dans la gauche russe. Il incarne avec brio la fraction « internationaliste », qui critique la participation de l’Empire à la guerre. Comme Vladimir Bazarov qui agit de même, le journal Letopis que Maxime Gorki a fondé en 1915, lui sert de tribune après l'aventure du Sovremennik. En dépit de la modestie de son format, cette petite publication bénéficie d’une audience importante, liée à la qualité des écrivains qui s'y expriment, pour la plupart militants politiques de premier plan, futurs acteurs des événements révolutionnaires.

## Au cœur de la Révolution russe
En février 1917, Soukhanov est à Petrograd et travaille à l'Office du Turkestan. Il joue à cet instant le rôle le plus marquant de son bref parcours politique. Il se trouve à la fois au cœur de la fondation du soviet de la ville, mais aussi au centre des tractations qui agitent, dès février, les leaders de la Douma et les ministres du Gouvernement provisoire. Ces deux institutions sont en compétition dans l'attente de l'élection de l'assemblée constituante qui doit déterminer la nouvelle forme institutionnelle du pouvoir.
L'engagement de Soukhanov n’est pas exempt de contradictions sinon de sinuosités tactiques un peu aventureuses. En dépit de son opposition affirmée à la continuation de la guerre, il n'hésite pas à encourager les tentatives de Paul Milioukov, pourtant fort belliciste, à prendre les rênes du gouvernement en mars. Le raisonnement subtil de Soukhanov trouve sa source dans la volonté de rassurer les modérés russes. Ainsi encouragés par la nomination d’un cadet au gouvernement, ils conforteraient une révolution encore fragile. Au-delà de ces tactiques politiciennes, Soukhanov défend plus ou moins consciemment cette dyarchie, qui, mois après mois, se déséquilibre au profit des « forces démocrates », les soviets et, parmi ceux-ci, leur aile gauche, la fraction bolchevik.
À partir d'avril, Soukhanov se consacre essentiellement aux articles qu’il publie dans le journal Novaia Jizn, fondé par Gorki à la suite de Létopis et qui connaît un véritable succès d'édition. L'influence du titre est grande, liée sans doute à un positionnement relativement neutre et sa critique des deux pôles du pouvoir, Gouvernement provisoire et soviets, alors que la question de la poursuite de la guerre devient lancinante. Le slogan « la paix sans annexion ni indemnités », défendu par Soukhanov et Martov — ce dernier est revenu en Russie en mai — se fragilise de jour en jour. Elle n'est pas soutenue par l'opinion qui, comme Lénine l'a bien compris, est prête à la paix quel qu'en soit le prix.
Soukhanov, proche de Martov et du courant « internationaliste », défend l'émergence d’un gouvernement constitué de tous les partis issus des soviets. Espérant une évolution démocratique des institutions les deux hommes n'en sont pas moins minoritaires dans leur propre camp, la majorité menchévique défendant la participation à la coalition bourgeoise alors en place. Ces débats paraissent aujourd'hui bien futiles quand on analyse, après coup, la marche des bolchéviques vers le pouvoir.
Engluée dans un conflit externe qui est à l'origine de la chute du tsarisme, proche de la guerre civile, soumise à de nouvelles forces centrifuges qui menacent son unité, la Russie est mûre pour un coup d'État. L’avant-garde de « révolutionnaires professionnels » définie par Lénine en 1903 — objet précis de la rupture du congrès de Londres — est parfaitement adaptée à cet objectif. Les contradictions de Soukhanov lors des événements d'octobre sont extrêmes, au point de faire douter de son sens politique. Elles s'expriment au sein même de son foyer. C’est en effet dans son appartement, avec le soutien actif de son épouse Nina, elle-même bolchévique, que Lénine, alors dans une semi-clandestinité, prépare sa prise du pouvoir. Le 10 octobre, dans le salon du menchévique Soukhanov, le vote historique de la décision d'insurrection rassemble Lénine, Sverdlov, Staline, Dzerjinski, Trotsky, Ouritsky, Kollontaï, Boubnov, Sokolnikov, Lomov alors qu'elle est rejetée — l'histoire s'en souviendra — par Zinoviev et Kamenev.
Lancée dans la nuit du 24 au 25 octobre (ancien style), l'insurrection est rapidement victorieuse, Soukhanov en est le témoin privilégié. Il enregistre soigneusement les événements, future matière de ses « Notes » (Zapiski). Ce rôle d’observateur démontre qu’il n’est déjà plus un acteur qui compte. Sa marginalisation est en cours, à l’exemple des tombeurs du tsarisme que la révolution d’Octobre poussera rapidement dans l’obscurité ou l’exil (Rodzianko, Milioukov, Kerenski, Tcheidze, Sokolov, Tsereteli, Martov, Dan, etc.).
Quoique non membre du 2e Congrès panrusse des soviets élu en octobre avant la prise du pouvoir par les bolchéviques, il entre en décembre au Comité central exécutif dominé par ses anciens adversaires au sein du POSDR. Très isolé, il tente de défendre dans cette instance, et dans les colonnes de Novaia Jizn, une ligne démocratique non « jacobine ». La nouvelle assemblée constituante tout juste élue (où les bolchéviques ne comptent qu'un quart des 700 sièges) dure peu. Elle est dissoute par les bolcheviks le 19 janvier après avoir tenu une unique séance. Il n'y aura plus en Russie, puis en Union soviétique, de parlement élu démocratiquement pendant près de 80 ans.
Du terrain politique où il se trouve de plus en plus isolé, Soukhanov passe au domaine économique. À cet instant, il est persuadé, comme la plupart des menchéviques encore présents en Russie, considérant le chaos qui règne dans le pays, que le pouvoir de Lénine est sur le point de s’effondrer. Les faits lui donnent rapidement tort. Protestant contre la politique de ravitaillement du gouvernement, confiscations des récoltes menées les armes à la main dans les exploitations agricoles par des détachements venus des villes, il est, dès l’été 1918, exclu du Comité. Peu après, son journal est interdit de publication à l’instar de la plupart des journaux non bolchéviques. La victoire définitive, en novembre 1920, de l'Armée rouge sur les Armées blanches, puis l'affermissement progressif de la dictature, l'obligent à réviser son jugement.

## Un économiste réformiste opposant malgré lui
En 1921, Soukhanov rompt avec le menchévisme. Il se met en retrait, comme beaucoup de ses anciens camarades qui, au lieu de choisir l’exil — à l’exemple de Martov ou Dan — adoptent une position conciliatrice pour se préserver. Acceptant souvent au titre de leur expertise de travailler pour les nouvelles institutions, ils conservent ainsi un certain degré d'indépendance. Spécialiste reconnu des questions agricoles et économiques, Soukhanov est embauché au commissariat de l'Agriculture et devient membre de la section agraire de l’Académie.
À ces positions, retrouvant la logique profonde de ses travaux passés, il défend encore l’obchtchina ainsi que les institutions ancestrales villageoises, qui constituent selon lui des véhicules possibles de la future collectivisation de l’agriculture. Pour autant, la mise en place de la NEP, en 1921 et surtout son développement ultérieur, sont peu propices à la mise en pratique de telles théories, sachant que les résultats agricoles de la Russie, assez médiocres, poussent les dirigeants du parti à opter pour une stratégie qui obligerait la paysannerie à se moderniser tout en la soumettant au pouvoir.
Staline, vainqueur de toutes les oppositions, lance en 1928 une politique d'industrialisation rapide, au prix d'une radicalisation liée aux résistances qui apparaissent dans le pays et d'abord dans les campagnes. Ancien menchévique, défenseur du monde paysan, Soukhanov est au cœur de la cible, ce qui explique son arrestation par la Guépéou le 20 juillet 1930. Son nom est souvent cité dans les réunions du Parti où se développe la nouvelle ligne politique, toutes ces attaques constituant le prologue du futur « procès des menchéviques », qui ouvre à Moscou en mars 1931 et dans lequel Soukhanov retrouve quelques technocrates du Gosplan (dont Bazarov, Groman etc.)
Nikolaï Soukhanov est au centre de l'accusation. Il a régulièrement reçu chez lui d’anciens menchéviques, voire des SR, amis de longue date, restés comme lui en Russie. Ces réunions innocentes sont présentées par la police comme la base secrète d'une vaste conspiration contre-révolutionnaire. À l'exemple des méthodes qui seront popularisées dix ans plus tard par Vychinski, lui-même ancien menchévique, Soukhanov s'accuse, fait son autocritique, sans doute en raison des pressions qui sont exercées sur sa famille et ses proches. Dans l’enquête qui a précédé le procès, pas moins de 120 personnes sont impliquées mais, finalement, seulement 14 d'entre elles sont présentées à la cour. Soukhanov par son passé de menchévique et ses critiques envers les bolchéviques ne pouvait échapper à la comparution.
Condamné à dix ans de prison, sa peine est commuée en 1935 en exil en Sibérie, à Tobolsk. Arrêté une nouvelle fois en septembre 1937, Soukhanov est accusé d'espionnage au profit de l'Allemagne et d'activités anti-soviétiques. Il est fusillé le 29 juin 1940. Il a été réhabilité en mars 1992 par une loi de la Douma qui déclare que des motifs politiques ont été à la base de sa condamnation, à l’aide de preuves fabriquées de toutes pièces.

## Un témoin objectif doublé d'un analyste subtil
Parmi les accusés du procès de 1931, Soukhanov ne trouve que peu de soutien. Il fait même l'objet en prison d'un boycott de la part de ses anciens camarades qui ne lui pardonnent pas ses contradictions passées. Il est vrai qu’elles font de lui un acteur étrange, presque fascinant, tant il a été à contretemps des événements, incapable de rester sur des positions nettes comme le fera Martov, prêt à composer avec les bolchéviques à diverses occasions, susceptible toutefois de critiquer leur politique dictatoriale, mais au pire moment.
En dépit de ses incontestables qualités intellectuelles, Soukhanov n'est-il peut-être qu'un incurable « social-démocrate minoritaire », ainsi que les voyait Staline, capable de qualifier de « bavards menchéviques » tous les militants coupables d'indécision dans les moments stratégiques. Sans doute aussi aurait-il pu disparaître, au titre de ses atermoiements, dans les « poubelles de l'Histoire » comme Trotski, dans une phrase fameuse, osa le prédire aux opposants d'octobre définitivement vaincus.
C'est pourtant sur le terrain de l'analyse historique que Soukhanov tient sa vengeance. Si, dans les Zapiski o revoliutsii, l'historien, au moment même où il critique le « jacobinisme » qu’il subit, ne peut taire l'admiration qu'il éprouve envers Lénine, il n'en défend pas moins des analyses radicales contre le pouvoir en place. Hommage involontaire, Vladimir Illitch harcèle sa femme et ses secrétaires pour obtenir sans retard les livres de l'historien au fur et à mesure de leur publication pour, aussitôt, se lancer dans leur inévitable réfutation.
Les derniers écrits du chef bolchévique, presque pathétiques — il meurt quelques mois plus tard — vont, par une brièveté imposée par les circonstances, à l'essentiel. Acteur de second plan qu'aucun parti n'a réclamé parce qu’il les a tous déçus à un moment ou à un autre, Soukhanov pose avec acuité, et Lénine ne s'y trompe pas, la question de l'établissement, par la force, du communisme dans le pays d'Europe le plus éloigné des concepts fondés par Marx et Engels. Il interroge au nom de l'Histoire et des hommes, rien de moins que la légitimité marxiste de la révolution bolchévique.